# Гејбријел Махт
Гејбријел Свон Махт (енгл. Gabriel Swann Macht; Њујорк, 22. јануар 1972) амерички је глумац. Познат је по улози Харвија Спектера у серији Два лица правде (2011—2019).

## Младост
Махт је рођен у Бронксу, Њујорк, у јеврејској породици Сузане Викторије Пулијер, кустоса музеја и архивисте, и глумца Стивена Махта. Има три брата и сестре: Џесија, музичара, који је наступао у такмичењу Следећи амерички бенд, Арија Сербина и Џули. Махт је одгајан у Калифорнији од своје пете године. Након што је завршио средњу школу Беверли Хилс, похађао је Универзитет лепих уметности Карнеги Мелон, где је и дипломирао 1994. године. За време студирања на Карнегију Мелону, постао је члан братства Делта Ипсилон.

## Каријера
Махт је номинован за награду за најбољег младог филмског глумца након што је прву улогу имао са осам година у филму Зашто бих лагао? под псеудонимом Гејбријел Сван.
Након тога, јавља се у многим филмским и телевизијским улогама, укључујући Љубавна песма за Бобија Лонга, Добар пастир, Јер тако сам рекао, Регрут и Арханђел . За филм 2001. Иза непријатељских линија, Махт је провео недељу дана на мору снимајући на палуби за летење, ходницима и хангару носача авиона Карл Винсон. Махт је играо насловну улогу у филму Дух Френка Милера из 2008. године, адаптацији истоименог стрипа Вила Ајзнера. Иако филм није остварио успех у биоскопима, филм и сам Махт су стекли култни статус.
У јулу 2010. године објављено је да се Махт прихватио улоге у новој драми ТВ мреже USA Network Два лица правде (енгл. Suits) која је првобитно била позната под радним насловом Правничка памет (енгл. A Legal Mind). Серија је била успешна, и приказивана је девет сезона, до 2019. године. Иако мрежа USA Network није навела чињеницу на званичној веб страници, Махт и Патрик Џеј Адамс, глумац другог главног лика из серије, су означени као копродуценти на крају сваке епизоде треће сезоне.

## Лични живот
Махт је 2004. године склопио брак са аустралијском глумицом Јасиндом Барет. Њихово прво дете, девојчица Сатин Анаис Џералдина Махт, је рођена 20. августа 2007. у Лос Анђелесу, а друго дете, син Лука, 26. фебруара 2014.
Махту је више од 25 година у пријатељству са Саром Раферти, са којом је сарађивао на серији Два лица правде, од 1993. године, када су се упознали на позоришном фестивалу Вилијамстаун. Заједно са супругом, био је један од гостију на венчању Меган Маркл с принцом Харијем у капели Светог Ђорђа у дворцу Виндсор 19. маја 2018. године.
Махт је вегетаријанац и практикује еколошки-свестан живот.

## Филмографија
| Година | Наслов                                                          | Улога                                               | Остале белешке                                                                              |
| ------ | --------------------------------------------------------------- | --------------------------------------------------- | ------------------------------------------------------------------------------------------- |
| 1980   | Зашто бих лагао?                                                | Јорг                                                | Као Гејбријел Сван Номинован - Награда за младе извођаче, за најбољег младог глумца у филму |
| 1998   | Предмет моје наклоности                                         | Стив Касило                                         |                                                                                             |
| 1998   | Авантуре Себастијана Кола                                       | Троја                                               |                                                                                             |
| 1999   | Једноставно неодољив                                            | Чарли                                               |                                                                                             |
| 2000   | Кладионица плача                                                | Мајки                                               |                                                                                             |
| 2000   | 101 начин (ствари које ће девојка учинити да задржи свој Волво) | Дирк                                                |                                                                                             |
| 2001   | Амерички одметници                                              | Франк Џејмс                                         |                                                                                             |
| 2001   | Иза непријатељских линија                                       | поручник Џереми Стејкхаус, пилот поморске авијације |                                                                                             |
| 2002   | Лоше друштво                                                    | Службеник Сил                                       |                                                                                             |
| 2003   | Регрут                                                          | Зак                                                 |                                                                                             |
| 2003   | Grand Teft Parsons                                              | Грам Парсонс                                        |                                                                                             |
| 2004   | Љубавна песма за Бобија Лонга                                   | Лавсон Пајнс                                        |                                                                                             |
| 2006   | Добри пастир                                                    | Џон Руссел Јр.                                      | Берлински међународни филмски фестивал за изванредан уметнички допринос                     |
| 2007   | Јер сам тако рекао                                              | Џони Дрезден                                        |                                                                                             |
| 2008   | Дух                                                             | Дени Цолт / Дух                                     |                                                                                             |
| 2009   | Средњи мушкарци                                                 | Бук Долби                                           |                                                                                             |
| 2009   | Без                                                             | Роберт Прајс                                        |                                                                                             |
| 2009   | Један пут до Валхале                                            | Бо Дурант                                           |                                                                                             |
| 2010   | Љубав и други лекови''                                          | Треј Ханиган                                        |                                                                                             |
| 2011   | СВАТ: Пожар                                                     | Паул Кутлер                                         | Видео издања                                                                                |
| 2011   | Торба чекића''                                                  | Вајат                                               |                                                                                             |
| 2013   | Пробијање на ивици                                              | Детектив Вилијамс                                   |                                                                                             |

### Телевизија
| Година    | Наслов                    | Улога             | Напомене                                               |
| --------- | ------------------------- | ----------------- | ------------------------------------------------------ |
| 1991      | Беверли Хилс, 90210       | Тал Вивер         | Епизода: Водећи срцем                                  |
| 1995      | Слиједите реку            | Џони Драпер       | ТВ филм                                                |
| 1997      | Сви градоначелникови људи | Голи момак        | Епизода: Завејани                                      |
| 1998      | Секс и град               | Баркли            | Епизода: Модели и морал                                |
| 1999      | Пустош                    | Луке              | Епизода: Најбоље планирани планови                     |
| 2000      | Прича о Одри Хепберн      | Вилијам Холден    | ТВ филм                                                |
| 2000      | Остали                    | Др Марк Гејбријел | Главна улога, 13 епизода                               |
| 2005      | Бројеви                   | Дон Епес          | Епизода: неприказана пробна епизода                    |
| 2005      | Арханђел                  | Р.Џ. О'Брајан     | Свештеник                                              |
| 2011—2019 | Два лица правде           | Харви Спектер     | Водећа улога (9 сезона, 134 епизоде), такође продуцент |
| 2019      | Пирсон                    | Харви Спектер     | 1 епизода                                              |